# Bataille d'Atakpamé
La bataille d'Atakpamé (1764) est un affrontement armé entre l'Empire ashanti et les alliés akans voisins sous la direction du royaume d'Akyem qui s'est joint à l'empire d'Oyo et au royaume du Dahomey autour et dans la ville d'Atakpamé au Togo.

## Contexte historique

### Prélude
Au XVIIIe siècle, l'Empire Ashanti est assailli par une multitude de rébellions. Cela est dû en grande partie à la politique de l'empire consistant à accorder aux dirigeants conquis une bonne autonomie tant qu'ils paient tribut et fournissent des contingents militaires sur commande. L'Asantetehene (roi, monarque) de cette période est Kusi Obodom qui est monté sur le trône en 1750. Pendant son règne, les États tributaires du sud de l'Empire tels que Denkyira, Wassa, Twifo et Akyem sont devenus ouvertement hostiles et menacent les routes commerciales de l'empire vers la côte. Ce n'est pas seulement une menace pour les intérêts commerciaux ashantis mais pour sa sécurité nationale, puisque son approvisionnement en armes à feu provient de la côte.

### Casus belli
En 1763, le royaume d'Akyem, dirigé par l'Okyenhene Pobi Asomaning II, prend contact avec le royaume du Dahomey tout en planifiant une rébellion avec d'autres dissidents au sein de l'empire, dont les Kwahu et Brong. Pendant ce temps, le bantamahene, l'un des principaux officiers militaires ashanti, fait pression sans relâche sur l'Asantehene Kusi Obodom afin de déclencher la guerre. Bantamahene Adu Gyamera est même allé jusqu'à menacer de destituer le dirigeant. L'asantehene n'a pas ordonné une invasion, cependant, jusqu'à ce qu'il apprenne que l'Akyem avait demandé l'aide de l'empire d'Oyo.
Durant cette guerre, deux armées ashanti se suivent afin de pouvoir opérer une stratégie visant à couper les lignes d'approvisionnement ennemie. Ils parviennent à affamer les Akyems qui fuient en Dahomey et l'armée ashanti les poursuit. L'armée Ashanti déployée vainc les rebelles avec succès mais ils fuient vers l'est au-delà de la Volta. Wilks ajoute que Kusi Obodom traverse la Volta à la chasse aux rebelles bien que ce soit contre l'avis de ses conseillers.

## Bataille décisive
Dans l'année 1764, l'armée Ashanti procède à l'invasion du Dahomey. La taille exacte de l'une ou l'autre force est inconnue. Ce dont les historiens sont sûrs, c'est que l'armée Ashanti est prise en embuscade dans ou près d'Atakpamé dans l'actuel Togo. Une force d'infanterie dahoméenne, comprenant le corps d'élite Ahosi (les Amazones du Danhomey) de femmes soldats du royaume, ainsi que des troupes de l'empire d'Oyo, parvient à arrêter l'armée Ashanti. Au cours de la bataille, le Juabenhene (chef de Juaben et du clan royal Oyoko) est tué. L'armée Ashanti n'a jamais atteint le Dahomey et est forcée de battre en retraite.

## Conséquences
La nouvelle parvient aux marchands européens qui commercent avec les membres de la coalition opposée aux ashantis que l'Empire venait de subir une importante défaite. Les conséquences sont considérables dans la mesure où l'impopulaire Asantehene est retiré et remplacé par le plus jeune Osei Kwadwo. Quelques conflits sont documentés par la suite entre Ashanti et Dahomey vers le début du 19e siècle, mais la principale conséquence de la bataille est une paix durable entre les deux empires. Cette bataille particulière a amené les Ashanti à recentrer leur politique étrangère sur leurs objectifs initiaux plutôt que de trop se disperser.

## Voir également
- Histoire du Togo
- Empire Ashanti
- Royaume du Dahomey
- Empire d'Oyo